# Placówka Straży Celnej „Zawda”

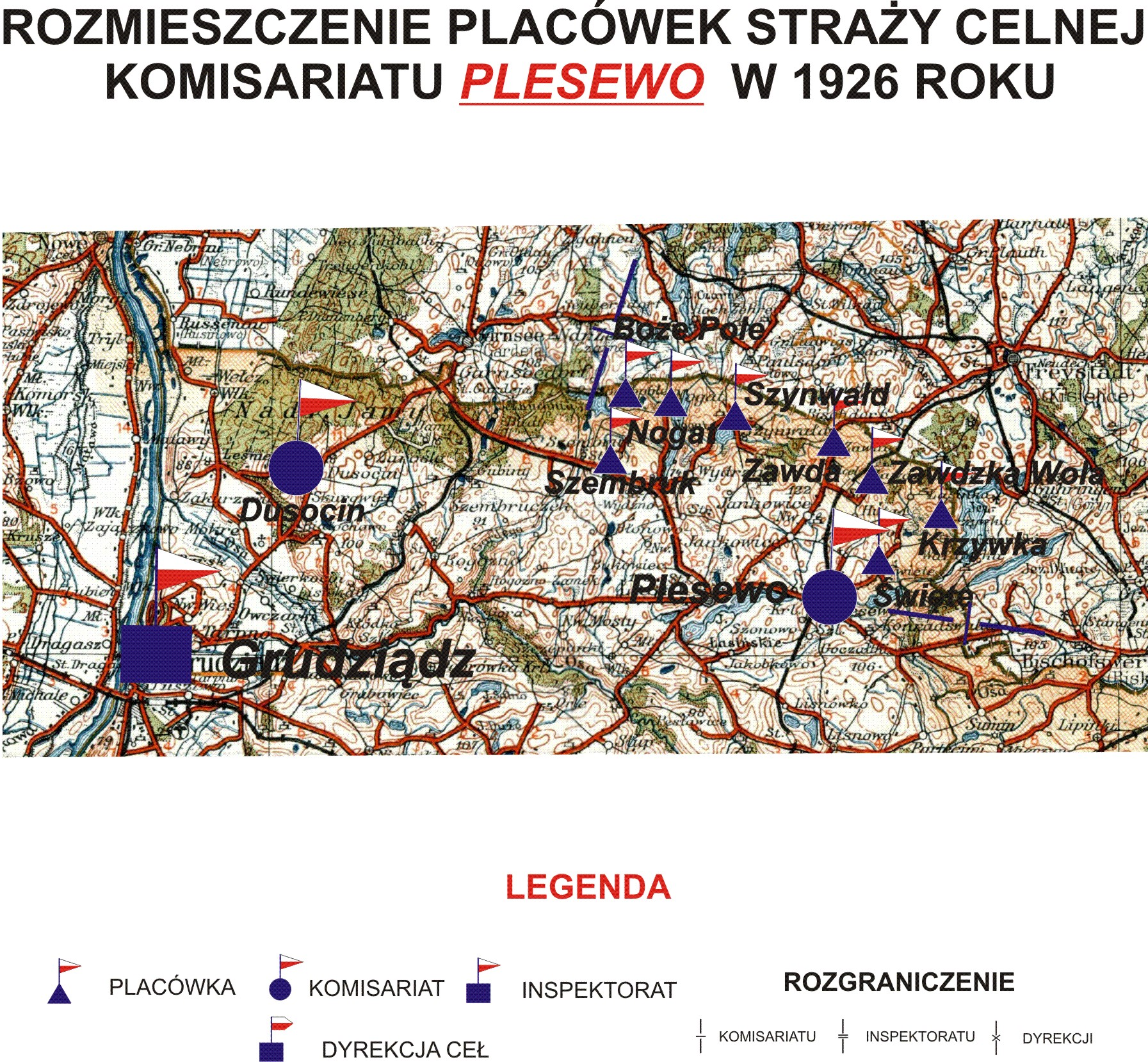
Rozmieszczenie placówek SC komisariatu "Plesewo" w 1926 r.

Placówka Straży Celnej „Zawda” – jednostka organizacyjna Straży Celnej pełniąca w okresie międzywojennym służbę ochronną na granicy polsko-niemieckiej.

## Formowanie i zmiany organizacyjne
Na wniosek Ministerstwa Skarbu, uchwałą z 10 marca 1920 roku, powołano do życia Straż Celną. Od połowy 1921 roku jednostki Straży Celnej rozpoczęły przejmowanie odcinków granicy od pododdziałów Batalionów Celnych. W 1922 roku w Dusocinie stacjonował sztab 2 kompanii 16 batalionu celnego. Kompania wystawiała między innymi placówkę w Zawdzie. Pododdziały 16 batalionu celnego zostały zluzowane przez strażników celnych 14 marca 1922 roku o godzinie 12:00 . Proces tworzenia Straży Celnej trwał do końca 1922 roku. Placówka Straży Celnej „Zawada” weszła w podporządkowanie komisariatu Straży Celnej „Plesewo” z Inspektoratu SC „Grudziądz”.
W drugiej połowie 1927 roku przystąpiono do gruntownej reorganizacji Straży Celnej. W praktyce skutkowało to rozwiązaniem tej formacji granicznej. Ochronę północnej, zachodniej i południowej granicy państwa przejęła powołana z dniem 2 kwietnia 1928 roku Straż Graniczna.
Rozkazem nr 1 z 12 marca 1928 roku w sprawach organizacji Mazowieckiego Inspektoratu Okręgowego Naczelny Inspektor Straży Celnej gen. bryg. Stefan Pasławski określił strukturę organizacyjną komisariatu SG „Łasin”. Placówka Straży Granicznej I linii „Zawda” znalazła się w jego strukturze.
€== Służba graniczna ==
Sąsiednie placówki
- placówka Straży Celnej „Zawdzka Wola” ⇔ placówka Straży Celnej „Szynwałd” – 1926[11]

## Funkcjonariusze placówki
Kierownicy placówki
| stopień  | imię i nazwisko, numer   | okres pełnienia służby | kolejne stanowisko |
| -------- | ------------------------ | ---------------------- | ------------------ |
| strażnik | Gracjan Mackowiak (2546) | był w 1926             |                    |

Obsada personalna placówki w 1926
- strażnik Gracjan Mackowiak (2546)
- strażnik Albin Orlikowski (3343)
- strażnik Antoni Skornia (2721)
- strażnik Jan Kiecuj (326)